# Rozseč (district de Jihlava)
Pour les articles homonymes, voir Rozseč.
Rozseč (en allemand : Rosetsch) est une commune du district de Jihlava, dans la région de Vysočina, en République tchèque. Sa population s'élevait à 164 habitants en 2024.

## Géographie
Rozseč se trouve à 13 km à l'est-sud-est de Telč, à 10 km à l'est-sud-est de Třebíč, à 28 km au sud de Jihlava et à 134 km au sud-est de Prague.
La commune est limitée par Markvartice au nord, par Svojkovice au nord-est, par Želetava au sud-est, par Jindřichovice et Zdeňkov au sud, et par Bohuslavice, Vápovice et Stará Říše à l'ouest.

## Histoire
La première mention écrite de la localité date de 1349.